# پروانه‌ها می‌نویسند
پروانه‌ها می‌نویسند یک مجموعه‌ی تلویزیونی محصول سال ۱۳۷۹ به کارگردانی، نویسندگی و تهیه‌کنندگی محمد نوری‌زاد است که از شبکه‌ی دو پخش شد.

## بازیگران
- رضا سعیدی
- علی بیغم
- فرشاد خدایی
- غزاله نظر
- بابک والی
- سیروس صابر
- فرشید رمضانی
- رضا توکلی
- محسن نقیبیان
- علی جاویدفر
- محمدجواد بخشی زاده
- حمید عجمی
- حسینعلی قورچی
- رویا خلیلی
- احمد کاوری
- مجید عبدالعظیمی
- بهرام علیان
- داود کیوان
- محمدعلی کشاورز
- زهرا امیر ابراهیمی
- زهرا سعیدی